# Резолюция Совета Безопасности ООН 172
Резолюция Совета Безопасности ООН 172 была принята 26 июля 1962 года. Резолюция была нацелена на приём Руанды в ООН.

## Подробности
Резолюция была нацелена на принятие Республики Руанда, недавно получившей независимость от Бельгии, в Организацию Объединённых Наций.
После рассмотрения заявления о приёме в члены Организации Объединенных Наций, совет рекомендовал Генеральной Ассамблее ООН принять Руанду.

## Голосование
Резолюция была единогласно принята 11 голосами «за».